# Chaetopteryx vulture
Chaetopteryx vulture là một loài Trichoptera trong họ Limnephilidae. Chúng phân bố ở miền Cổ bắc.